# Selección de baloncesto de Nueva Caledonia
La selección de baloncesto de Nueva Caledonia es el equipo formado por jugadores de nacionalidad neocaledonia que representa a la Federación de Baloncesto de Nueva Caledonia en las competiciones internacionales organizadas por la Federación Internacional de Baloncesto (FIBA) o el Comité Olímpico Internacional (COI): los Juegos Olímpicos, la Copa Mundial de Baloncesto y el Campeonato FIBA Oceanía.
A juzgar por las medallas en el Torneo de Baloncesto de Oceanía, Nueva Caledonia es la cuarta nación de baloncesto más exitosa de Oceanía (solo detrás de Australia, Nueva Zelanda y Guam, y empatada con los demás en el último lugar).

## Historia
Fue creada en 1965 y se afilió a la FIBA Oceanía en 1974, ya que anterior a su afiliación participó en los Juegos del Pacífico de 1966 como país organizador y terminó con la medalla de plata al perder la final ante Tahití.
Su primera participación como miembro de FIBA Oceanía fue en 1985 en donde terminó en sexto lugar en el desaparecido Torneo de Baloncesto de Oceanía, el cual ganó en dos ocasiones.
Solo ha participado en una ocasión en el Campeonato FIBA Oceanía en 1997 en donde terminó con la medalla de bronce.

## Historial

### Copa Mundial
Resultado General: No ocupa puesto
| Copa Mundial de Baloncesto |
| --- |
| - 1950: No calificó - 1954: No calificó - 1959: No calificó - 1963: No calificó - 1967: No calificó - 1970: No calificó - 1974: No calificó - 1978: No calificó - 1982: No calificó - 1986: No calificó - 1990: No calificó - 1994: No calificó - 1998: No calificó - 2002: No calificó - 2006: No calificó - 2010: No calificó - 2014: No calificó - 2019: No calificó - 2023: No calificó - 2027: TBD |

### Juegos Olímpicos
| Baloncesto en los Juegos Olímpicos |
| --- |
| - Berlín 1936: No calificó - Londres 1948: No calificó - Helsinki 1952: No calificó - Melbourne 1956: No calificó - Roma 1960: No calificó - Tokio 1964: No calificó - México 1968: No calificó - Múnich 1972: No calificó - Montreal 1976: No calificó - Moscú 1980: No calificó - Los Ángeles 1984: No calificó - Seúl 1988: No calificó - Barcelona 1992: No calificó - Atlanta 1996: No calificó - Sídney 2000: No calificó - Atenas 2004: No calificó - Pekín 2008: No calificó - Londres 2012: No calificó - Río 2016: No calificó - Tokio 2020: No calificó - París 2024: No calificó |

## Palmarés
- Campeonato FIBA Oceanía:
  -  Tercer lugar (1): 1997

- Torneo de Baloncesto de Oceanía:
  -   Campeón (2): 2001, 2005
  -  Subcampeón (1): 2009

- Juegos del Pacífico:[1]
  -   Campeón (2): 2003, 2011
  -  Subcampeón (2): 1966, 1995
  -  Tercer lugar (4): 1969, 1975, 1999, 2023

- Mini Juegos del Pacífico:
  -   Campeón (1): 2005

- Copa FIBA Melanesia:
  -   Campeón (1): 2022
  -  Subcampeón (1): 2017